# Lijst van personen uit Vukovar
De lijst van personen uit Vukovar geeft een overzicht van personen geboren in de Kroatische stad Vukovar.

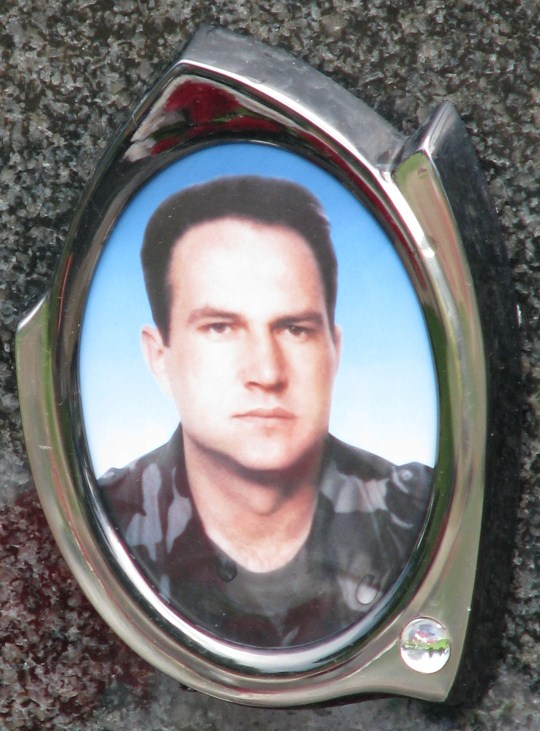
Militaire commandant Marko Babić (1965-2007)

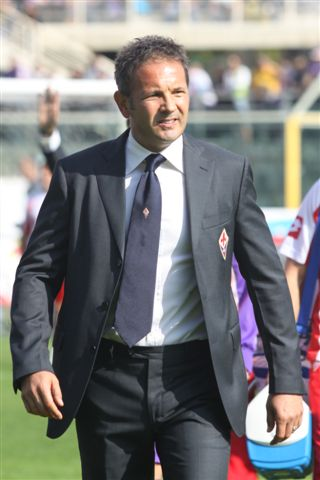
Voetballer en voetbaltrainer Siniša Mihajlović (1969-2022)

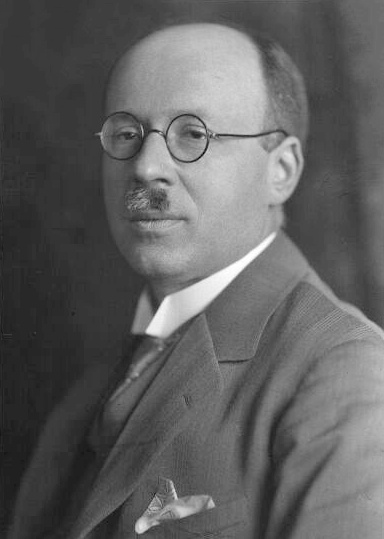
Scheikundige Lavoslav Ružička (1887-1976)

## A
- Stanko Abadžić (1920-1993), voetballer
- Viktor Ajbek (1867-1942), literatuurhistoricus
- Nikola Andrić (1952), fotograaf en fotojournalist

## B
- Marko Babić (1965-2007), militaire commandant
- Rudy Baker (1998-?), politicus
- Antun Bauer (1911-2000), kunsthistoricus
- Vladimir Balić (1970), voetbaldoelman
- Franjo Benzinger (1899-1991), farmaceut
- Damir Bičanić (1985), handballer
- Zoran Bognar (1965), dichter
- Dražen Bošnjaković (1961), politicus
- Davor Bratić (1987), voetballer
- Zdenka Buljan (1951), politica

## C
- Aleksandar Čavrić (1994), voetballer

## D
- Saša Drakulić (1972), voetballer
- Ratomir Dujković (1946), voetballer en voetbaltrainer

## F
- Fran Funtak (1882-1961), architect

## G
- Siniša Glavašević (1960-1991), journalist
- Milan Gajić (1996), voetballer

## H
- Alfred Hill (1956-1991), militair commandant

## J
- Tajana Jeremić (1990), miss
- Aleksandar Jevtić (?), verzetsstrijder
- Željko Jukić (1958), basketballer, basketbaltrainer en zwemtrainer

## K
- Marijan Klanac (1943), manager
- Željko Königsknecht (1961), acteur
- Igor Kovač (1983), acteur
- Damir Kreilach (1989), voetballer
- Dario Krešić (1984), voetballer

## L
- Niki Leinso (1988), muzikante

## M
- Davor Magoč (1986), voetballer
- Milan Mačvan (1989), Servisch basketballer
- Damir Martin (1988), roeier
- Andrea Medjesi-Jones, kunstschilder
- Tomislav Merčep (1952), politicus
- Siniša Mihajlović (1969-2022), Servisch voetballer en voetbaltrainer
- Tomislav Mikulić, (1982), voetballer
- Darko Milas (1959), acteur
- Ante Miše (1967), voetballer en voetbaltrainer
- Petar Mlinarić, politicus
- Josip Mrzljak (1944), bisschop

## O
- Zaharije Orfelin (1726-1785), universeel

## P
- Pavao Pavličić (1946), schrijver
- Sandra Paović (1983), tafeltennisster
- Nebojša Popović (1992), voetballer

## R
- Robert Roklicer (1970), acteur en auteur
- Lavoslav Ružička (1887-1976), Zwitsers scheikundige en Nobelprijswinnaar (1939)

## S
- Ivana Simić Bodrožić (1982), auteur
- Kata Šoljić (1922-2008), verzetsstrijder
- Vlado Štefančić (1931), presentator, acteur, zanger en danser
- Vladimir Štengl (1942), politicus

## U
- Károly Unkelhäusser (1866-1938), politicus

## W
- Alica Wertheimer-Baletić (1937), econoom
- General Woo (1977), rapper

## Z
- Blago Zadro (1944-1991), generaal
- Dario Zahora (1982), voetballer
- Tezija Zararić, musicus